# Тайфунники
Тайфу́нники (лат. Pterodroma) — род морских птиц из семейства буревестниковых (Procellariidae). Они обитают в открытом море и распространены во всех океанах. Характерными отличиями являются крючковатый на кончике клюв, длинные крылья и короткий хвост. Максимальный размах крыльев тайфунников составляет 85 см.
Тайфунники гнездятся колониями на прибрежных скалах, откладывая одно белое яйцо и насиживая его в ямке либо на открытой земле. Во время брачного периода ведут ночной образ жизни. Вне брачного периода эти птицы проводят всё время в открытом море и в состоянии приспосабливаться к самым сложным погодным условиям. Их пищей является небольшая рыба и беспозвоночные морские животные, которые обитают у поверхности воды.
Бермудский тайфунник (Pterodroma cahow) является одной из самых редких птиц в мире. В XVII веке этот вид почти исчез, так как столкнулся в своём ареале вокруг Бермудских островов с новыми завезёнными хищниками. Благодаря защитным мерам, его популяция на сегодняшний день несколько возросла.

## Виды
Международный союз орнитологов выделяет 35 видов:
- Pterodroma macroptera — Длиннокрылый тайфунник
- Белоголовый тайфунник (Pterodroma lessonii)
- Pterodroma gouldi
- Тайфунник Шлегеля (Pterodroma incerta)
- Тайфунник Соландра (Pterodroma solandri)
- Чатамский тайфунник (Pterodroma magentae)
- Тайфунник Мэрфи (Pterodroma ultima)
- Мягкопёрый тайфунник (Pterodroma mollis)
- Мадейрский тайфунник (Pterodroma madeira)[5]
- Зеленомысский мягкоперый тайфунник (Pterodroma feae)[5]
- Pterodroma deserta
- Бермудский тайфунник (Pterodroma cahow)
- Черношапочный тайфунник (Pterodroma hasitata)
- Ямайский тайфунник (Pterodroma caribbaea)
- Белошейный тайфунник (Pterodroma externa)
- Pterodroma occulta
- Кермадекский тайфунник (Pterodroma neglecta)
- Тринидадский тайфунник (Pterodroma heraldica)
- Тринидадский тайфунник (Pterodroma arminjoniana)
- Хендерсонский тайфунник (Pterodroma atrata)
- Белый тайфунник (Pterodroma alba)
- Тайфунник Баро (Pterodroma baraui)
- Гавайский тайфунник (Pterodroma sandwichensis)
- Галапагосский тайфунник (Pterodroma phaeopygia)
- Пёстрый тайфунник (Pterodroma inexpectata)
- Белошейный тайфунник (Pterodroma cervicalis)
- Чернокрылый тайфунник (Pterodroma nigripennis)
- Чатемский тайфунник Сальвина (Pterodroma axillaris)
- Бонинский тайфунник (Pterodroma hypoleuca)
- Белокрылый тайфунник (Pterodroma leucoptera)
- Коротконогий тайфунник (Pterodroma brevipes)
- Тайфунник Кука (Pterodroma cookii)
- Тайфунник Дефилиппа (Pterodroma defilippiana)[5]
- Тайфунник Штейнегера (Pterodroma longirostris)
- Pterodroma pycrofti — Тайфунник Пайкрофта